# Colossus (Netzpython)
Colossus ist der Name eines männlichen Netzpythons (Python reticulatus), der von August 1949 bis April 1963 im Zoo von Pittsburgh gehalten wurde.
Gemäß einer Publikation von Barton & Allen (1961) über das Fütterungs- und Wachstumsverhalten von Riesenschlangen im Pittsburgh Zoo wurde Colossus von einem Tierhändler in Singapur als gesamthaft 6,71 m (22 ft) langer Wildfang erworben. Am 4. Juni 1951 soll dieser Python bereits 7,1 m (23 ft 3 in) lang gewesen sein, am 24. Februar 1954 8,3 m (27 ft 2 in) und am 15. November 1956 wurde eine Länge von 8,7 m (28 ft 6 in) ermittelt. Aufgrund seines unberechenbaren Temperaments wurde Colossus niemals direkt gehandhabt. Die Längenangaben mussten jeweils Stück für Stück mit einem durch eine kleine Lücke zwischen dem Abtrennkäfig und dem Schauterrarium gehaltenen Messband eruiert werden, während Colossus daran vorbeikroch. In seinen ersten 11 Jahren im Pittsburgh Zoo konsumierte er 68 teilweise über 14 kg schwere Ferkel; insgesamt 1082 kg Schwein. Mit dieser Nahrungsmenge erreichte er bis 1954 ein Gewicht von 133,7 kg; 1957 soll er dann sogar 145,1 kg gewogen haben. Bis zu seinem Tod wurde Colossus offenbar nicht mehr neu vermessen. Es herrschte aber allgemeine Sicherheit, dass er inzwischen auf mindestens 9,14 m (30 ft) herangewachsen war.
Mitunter durch das Guinness-Buch der Rekorde erlangte Colossus nach seinem Tod den Ruhm, die längste jemals in Gefangenschaft gehaltene Schlange gewesen zu sein. Die seriös wirkenden Messwerte von Barton & Allen (1961) wurden auch in wissenschaftlichen Kreisen weithin akzeptiert. Erst Nachforschungen durch Barker et al. (2012) ergaben, dass Colossus nach seinem Ableben dem Carnegie Museum in Pittsburgh gespendet wurde. Hier wurde er bereits einen Tag nach seinem Tod durch den damaligen Kurator exakt vermessen. Colossus wies hier nur eine Gesamtlänge von 6,35 m (20 ft 10 in) auf, wobei 17,2 cm auf den Kopf und 69,9 cm auf den Schwanz entfielen. Barker et al. vermuten, dass die zuvor massiv überschätzte Gesamtlänge nebst den Messschwierigkeiten auf die optische Täuschung durch die deutliche Gewichtszunahme dieses Pythons während seiner beinahe 14 Jahre im Pittsburgh Zoo zurückzuführen ist.
Trotz seiner realen Gesamtlänge von nur 6,35 m bleibt Colossus, insbesondere für ein Männchen, ein außergewöhnlich großer Netzpython. Er ist jedoch weder die längste noch die schwerste jemals in Gefangenschaft gehaltene Schlange.